# Australoheros taura
Australoheros taura är en fiskart som beskrevs av Ottoni och Cheffe 2009. Australoheros taura ingår i släktet Australoheros och familjen Cichlidae. Inga underarter finns listade.